# СМП Формула-4 в сезоне 2015
Сезон 2015 — дебютный в серии СМП Формула-4.

## Чемпионат
Сезон 2015 — дебютный в российской автогоночной серии СМП Формула-4. Проводится при поддержке Российской автомобильной федерации. Серия ориентирована на гонщиков из России и Северной Европы.
В чемпионате участвует 18 гонщиков. Этапов в сезоне 7 (три в России, два в Финляндии и два в Эстонии), на каждом из которых проводится по 3 гонки. Первый московский этап — гонка поддержки чемпионата WTCC.

## Участники чемпионата
В чемпионате приняли участие 18 пилотов, из них двое — Роман Лебедев (32) и Энаам Ахмеед (65) — вне зачёта.
| №  | Гонщик               | Этапы        |
| -- | -------------------- | ------------ |
| 2  | Иван Матвеев         | все          |
| 3  | Джоэль Эрикссон      | 1            |
| 5  | Нико Кари            | все          |
| 7  | Никита Троицкий      | 1 – 4, 6 – 7 |
| 10 | Владимир Атоев       | все          |
| 12 | Алексантери Хуовинен | все          |
| 14 | Симо Лааксонен       | 3 – 4, 6 – 7 |
| 17 | Нерсес Исаакян       | все          |
| 21 | Алексей Корнеев      | все          |

| №  | Гонщик                | Этапы       |
| -- | --------------------- | ----------- |
| 23 | Никлас Ноланд         | все         |
| 29 | Денис Мавланов        | 1 – 5, 7    |
| 32 | Роман Лебедев         | 6           |
| 34 | Никита Ситников       | все         |
| 41 | Александр Вартанян    | 5 – 6       |
| 65 | Энаам Ахмед           | 1, 3 – 5, 7 |
| 71 | Семён Евстигнеев      | 1, 3 – 7    |
| 77 | Александр Масленников | все         |
| 96 | Артём Кабаков         | 1 – 3       |

## Календарь сезона
| Этап | Этап | Этап       | Этап               | Этап             | Результаты этапа | Результаты этапа     | Результаты этапа     |
| Этап | Этап | Дата       | Трасса             | Место проведения | Поул             | Лучший круг          | Победитель           |
| ---- | ---- | ---------- | ------------------ | ---------------- | ---------------- | -------------------- | -------------------- |
| 1    | Г-1  | 16 мая     | Автодром Ахвенисто | Хямеэнлинна      | Владимир Атоев   | Нико Кари            | Алексантери Хуовинен |
| 1    | Г-2  | 17 мая     | Автодром Ахвенисто | Хямеэнлинна      |                  | Алексантери Хуовинен | Алексантери Хуовинен |
| 1    | Г-3  | 17 мая     | Автодром Ахвенисто | Хямеэнлинна      | Владимир Атоев   | Нико Кари            | Никита Троицкий      |
| 2    | Г-1  | 6 июня     | Moscow Raceway     | Волоколамск      | Алексей Корнеев  | Алексантери Хуовинен | Алексантери Хуовинен |
| 2    | Г-2  | 7 июня     | Moscow Raceway     | Волоколамск      |                  | Нико Кари            | Нико Кари            |
| 2    | Г-3  | 7 июня     | Moscow Raceway     | Волоколамск      | Алексей Корнеев  | Алексей Корнеев      | Алексей Корнеев      |
| 3    | Г-1  | 20 июня    | Сочи Автодром      | Сочи             | Нико Кари        | Владимир Атоев       | Нико Кари            |
| 3    | Г-2  | 21 июня    | Сочи Автодром      | Сочи             |                  | Нико Кари            | Нико Кари            |
| 3    | Г-3  | 21 июня    | Сочи Автодром      | Сочи             | Нико Кари        | Нико Кари            | Алексей Корнеев      |
| 4    | Г-1  | 15 августа | Автодром Аластаро  | Лоймаа           | Владимир Атоев   | Владимир Атоев       | Владимир Атоев       |
| 4    | Г-2  | 16 августа | Автодром Аластаро  | Лоймаа           |                  | Владимир Атоев       | Владимир Атоев       |
| 4    | Г-3  | 16 августа | Автодром Аластаро  | Лоймаа           | Владимир Атоев   | Нерсес Исаакян       | Владимир Атоев       |
| 5    | Г-1  | 29 августа | Auto24ring         | Аудру            | Нико Кари        | Владимир Атоев       | Энаам Ахмед          |
| 5    | Г-2  | 30 августа | Auto24ring         | Аудру            |                  | Никлас Ноланд        | Энаам Ахмед          |
| 5    | Г-3  | 30 августа | Auto24ring         | Аудру            | Нико Кари        | Нерсес Исаакян       | Нико Кари            |
| 6    | Г-1  | 5 сентября | Moscow Raceway     | Волоколамск      | Нерсес Исаакян   | Нико Кари            | Нико Кари            |
| 6    | Г-2  | 6 сентября | Moscow Raceway     | Волоколамск      |                  | Нико Кари            | Нико Кари            |
| 6    | Г-3  | 6 сентября | Moscow Raceway     | Волоколамск      | Нерсес Исаакян   | Нико Кари            | Нико Кари            |
| 7    | Г-1  | 3 октября  | Auto24ring         | Аудру            | Энаам Ахмед      | Нико Кари            | Энаам Ахмед          |
| 7    | Г-2  | 4 октября  | Auto24ring         | Аудру            |                  | Никита Троицкий      | Энаам Ахмед          |
| 7    | Г-3  | 4 октября  | Auto24ring         | Аудру            | Энаам Ахмед      | Владимир Атоев       | Энаам Ахмед          |

## Личный зачёт
| Место                                                 | Гонщик                | 1 этап  | 1 этап  | 1 этап  | 2 этап  | 2 этап  | 2 этап  | 3 этап  | 3 этап  | 3 этап  | 4 этап  | 4 этап  | 4 этап  | 5 этап  | 5 этап  | 5 этап  | 6 этап  | 6 этап  | 6 этап  | 7 этап  | 7 этап  | 7 этап  | Очки |
| Место                                                 | Гонщик                | Г-1     | Г-2     | Г-3     | Г-1     | Г-2     | Г-3     | Г-1     | Г-2     | Г-3     | Г-1     | Г-2     | Г-3     | Г-1     | Г-2     | Г-3     | Г-1     | Г-2     | Г-3     | Г-1     | Г-2     | Г-3     | Очки |
| ----------------------------------------------------- | --------------------- | ------- | ------- | ------- | ------- | ------- | ------- | ------- | ------- | ------- | ------- | ------- | ------- | ------- | ------- | ------- | ------- | ------- | ------- | ------- | ------- | ------- | ---- |
| 1                                                     | Нико Кари             | 2       | сход    | 2       | 2       | 1       | 2       | 1       | 1       | 4       | 2       | 2       | 2       | 2       | 2       | 1       | 1       | 1       | 1       | 2       | 2       | 2       | 449  |
| 2                                                     | Владимир Атоев        | 3       | 2       | 4       | 3       | 5       | 8       | 3       | 3       | 8       | 1       | 1       | 1       | 8       | 3       | 2       | 10      | 5       | 10      | 4       | 3       | 5       | 296  |
| 3                                                     | Нерсес Исаакян        | 4       | сход    | 5       | 5       | 4       | 6       | 7       | 9       | 3       | 3       | сход    | 4       | 6       | сход    | 5       | 2       | 2       | 2       | 3       | 5       | 3       | 234  |
| 4                                                     | Алексантери Хуовинен  | 1       | 1       | 6       | 1       | 2       | 3       | 4       | сход    | 12      | 7       | 6       | 9       | 7       | 4       | 8       | 6       | 4       | 5       | 5       | 8       | 11      | 229  |
| 5                                                     | Алексей Корнеев       | 10      | сход    | 7       | НКЛ     | 7       | 1       | 2       | 2       | 1       | 4       | 3       | 7       | 8       | 5       | 4       | 9       | сход    | 6       | 11      | 9       | 6       | 191  |
| 6                                                     | Никита Троицкий       | сход    | 6       | 1       | сход    | 6       | 5       | НС      | 6       | 2       | 8       | сход    | 12      | ------- | ------- | ------- | 5       | 3       | 3       | 10      | 4       | 10      | 149  |
| 7                                                     | Никлас Ноланд         | сход    | 9       | 8       | 9       | сход    | 4       | 5       | 5       | 6       | 6       | 4       | 8       | 3       | 7       | сход    | 3       | 13      | 4       | 14      | 10      | сход    | 136  |
| 8                                                     | Иван Матвеев          | 6       | 5       | сход    | 10      | 10      | 10      | 8       | 8       | 5       | 9       | сход    | 5       | 4       | 6       | 3       | 13      | 9       | 7       | 6       | 6       | сход    | 131  |
| 9                                                     | Никита Ситников       | 8       | 7       | сход    | 4       | 3       | 7       | 12      | сход    | 7       | 13      | сход    | 10      | 10      | 10      | 7       | 12      | 6       | 9       | 9       | 7       | 4       | 104  |
| 10                                                    | Александр Масленников | 9       | 8       | 10      | 6       | 9       | 9       | 10      | сход    | сход    | 10      | 7       | сход    | 9       | 9       | 12      | 7       | 7       | сход    | 8       | сход    | 8       | 66   |
| 11                                                    | Симо Лааксонен        | ------- | ------- | ------- | ------- | ------- | ------- | 6       | 7       | сход    | 11      | 5       | 6       | ------- | ------- | ------- | 8       | 8       | 8       | 7       | 11      | 7       | 60   |
| 12                                                    | Джоэль Эрикссон       | 12      | 4       | 3       | ------- | ------- | ------- | ------- | ------- | ------- | ------- | ------- | ------- | ------- | ------- | ------- | ------- | ------- | ------- | ------- | ------- | ------- | 30   |
| 13                                                    | Артём Кабаков         | 7       | 10      | сход    | 7       | 8       | 11      | 14      | 11      | сход    | ------- | ------- | ------- | ------- | ------- | ------- | ------- | ------- | ------- | ------- | ------- | ------- | 21   |
| 14                                                    | Денис Мавланов        | 11      | 12      | 12      | 8       | 11      | ДСК     | 11      | 10      | 10      | 14      | 8       | 11      | 12      | 12      | 11      | ------- | ------- | ------- | 12      | 12      | 12      | 20   |
| 15                                                    | Александр Вартанян    | ------- | ------- | ------- | ------- | ------- | ------- | ------- | ------- | ------- | ------- | ------- | ------- | 11      | 11      | 10      | 4       | 10      | 11      | ------- | ------- | ------- | 17   |
| 16                                                    | Семён Евстигнеев      | сход    | 11      | 11      | ------- | ------- | ------- | 13      | сход    | 11      | 12      | сход    | сход    | 13      | 8       | 8       | 11      | 11      | 13      | 13      | сход    | ИСК     | 13   |
| Гостевые пилоты, принявшие участие в серии вне зачёта |                       |         |         |         |         |         |         |         |         |         |         |         |         |         |         |         |         |         |         |         |         |         |      |
|                                                       | Энаам Ахмед           | 5       | 3       | 9       | ------- | ------- | ------- | 9       | 4       | 9       | 5       | 9       | 3       | 1       | 1       | 6       | ------- | ------- | ------- | 1       | 1       | 1       |      |
|                                                       | Роман Лебедев         | ------- | ------- | ------- | ------- | ------- | ------- | ------- | ------- | ------- | ------- | ------- | ------- | ------- | ------- | ------- | 14      | 12      | 12      | ------- | ------- | ------- |      |
| Место                                                 | Гонщик                | Г-1     | Г-2     | Г-3     | Г-1     | Г-2     | Г-3     | Г-1     | Г-2     | Г-3     | Г-1     | Г-2     | Г-3     | Г-1     | Г-2     | Г-3     | Г-1     | Г-2     | Г-3     | Г-1     | Г-2     | Г-3     | Очки |
| Место                                                 | Гонщик                | 1 этап  | 1 этап  | 1 этап  | 2 этап  | 2 этап  | 2 этап  | 3 этап  | 3 этап  | 3 этап  | 4 этап  | 4 этап  | 4 этап  | 5 этап  | 5 этап  | 5 этап  | 6 этап  | 6 этап  | 6 этап  | 7 этап  | 7 этап  | 7 этап  | Очки |

| Легенда к таблице | Легенда к таблице                                                        |
| Пример            | Описание                                                                 |
| ----------------- | ------------------------------------------------------------------------ |
| 1                 | Победитель                                                               |
| 2                 | Второе место                                                             |
| 3                 | Третье место                                                             |
| 5                 | Финишировал в очковой зоне                                               |
| 12                | Финишировал вне очковой зоны                                             |
| НКЛ               | Финишировал, но не классифицирован                                       |
| 18                | Не финишировал, но классифицирован                                       |
| сход              | Не финишировал и не классифицирован                                      |
| ДСК               | Дисквалифицирован                                                        |
| ИСК               | Исключён из протокола                                                    |
| НС                | Участвовал в гран-при в качестве боевого пилота, но не стартовал в гонке |
|                   | Не участвовал                                                            |
| Поул-позиция      |                                                                          |
| Быстрый круг      |                                                                          |